# آنا رايس كوكي
آنا رايس كوكي (بالإنجليزية: Anna Rice Cooke)‏ هي نجمة اجتماعية أمريكية، ولدت في 5 سبتمبر 1853، وتوفيت في 8 أغسطس 1934 في هونولولو في الولايات المتحدة.